# Републикански път III-8001
Републикански път IIІ-8001 е третокласен път, част от Републиканската пътна мрежа на България, преминаващ изцяло по територията на Софийска област, Община Драгоман. Дължината му е 11,5 km.
Пътят се отклонява наляво при 2,5 km на Републикански път I-8 в югозападния квартал на село Калотина, минава през центъра на селото и се насочва на изток, нагоре по проломната долина на река Нишава. Минава през селата Беренде извор и Беренде, навлиза в западната част на Годечката котловина и в западната част на село Каленовци се свързва с Републикански път III-813 при неговия 19 km.
| Пътища, отклоняващи се надясно (населено място, № на пътя, посока на пътя) | km   | Пътища, отклоняващи се наляво (посока на пътя, № на пътя, населено място) |
| -------------------------------------------------------------------------- | ---- | ------------------------------------------------------------------------- |
| Община Драгоман, I-8, 2,5 km, с. Калотина ←                                | 0,0  | ← с. Калотина, 2,5 km, I-8, Община Драгоман                               |
| с. Калотина                                                                | 2,5  | → с. Калотина, общински път (за ГКПП Калотина)                            |
| с. Беренде извор                                                           | 5,5  | → с. Беренде извор, общински път (за селата Липинци и Чепърлинци)         |
| с. Беренде                                                                 | 9,5  | с. Беренде                                                                |
| (до 45,4 km II-63) III-813, 19 km, с. Каленовци ←                          | 11,5 | ← с. Каленовци, 19 km, III-813 (от 31,7 km на II-81)                      |